# Geoengineering
Geoengineering er en overlagt menneskelig påvirkning af klimaet eller miljøet med henblik på at afværge den globale opvarmning og lignende klimakatastrofer. Der findes en række forskellige forslag hertil. De går blandt andet ud på at reducere temperaturen ved at tilbagekaste solens stråling på forskellig vis eller at fjerne drivhusgassen CO2 ved at lagre den på havbunden eller andre steder.

## Etymologi
Ordet geoengineering er kendt på dansk siden 2000 og i sammensat form siden 1998. Det er et lån fra engelsk geoengineering med samme betydning.

## Eksempler

### Albedomodifikation
Der har været en række forskellige forslag til at udføre geoengineering, blandt andet via såkaldt albedomodifikation, der forsøger at forstærke Jordens naturlige albedo ved at tilbagekaste mere af solens stråling. Én ofte omtalt metode er at sende massevis af små svovlpartikler, såkaldte aerosoler, op i stratosfæren 20-30 km over Jordens overflade. Aerosoler reflekterer sollys, og tilstrækkelig mange aerosoler vil derfor kunne have en kølende effekt på temperaturen og altså modvirke den globale opvarmning, der finder sted som følge af et højere niveau af drivhusgasser i Jordens atmosfære. Den samme proces finder i forvejen sted naturligt, når vulkaner i udbrud sender aerosoler ud i atmosfæren.
Andre forslag er gået på at sende store solskærme ud i rummet, der kan blokere for solens stråler, eller millioner af spejle, der reflekterer solstrålerne, så de kastes ud i rummet uden at nå Jorden. Alternativt er det foreslået at sprøjte fortættet saltvand op i skyer, så de fremstår hvidere og derved reflekterer mere sollys.

### Alkalinitetsforbedring
En yderligere metode, alkalinitetsforbedring, går ud på at sende pulver af kalksten ud i floder, hvor pulveret kan forbinde sig med kuldioxid i vandet og blive omdannet til et stabilt molekyle, som forbliver under vand og skylles ud i havet, hvor tanken er, at det vil forblive fanget i tusinder af år.

### CO2-fangst
CO2-fangst direkte fra atmosfæren og efterfølgende lagring af den indfangne drivhusgas er en forsigtig form for geoengineering, der er langsommelig og dyr, men mindre usikker end nogle af de andre former, hvis konsekvenser for miljøet ikke altid er overskuelige.